# Stor-Risbergstjärnen
Stor-Risbergstjärnen är en sjö i Skellefteå kommun i Västerbotten och ingår i Bureälvens huvudavrinningsområde.